# Павел Брендл
Павел Брендл (чеськ. Pavel Brendl; нар. 23 березня 1983, Опочно, Чехословаччина) — чеський хокеїст.

## Ігрова кар'єра
Павел Брендл розпочав кар'єру хокеїста в ХК «Оломоуць», що виступав у 1 лізі чеського чемпіонату з хокею в 1998 році. Після виступу на чемпіонаті Європи U-18, Павел переїхав до Північної Америки, де виступає за «Калгарі Хітмен» із Західної хокейної ліги.
У свій перший рік нападник є лідером у ЗХЛ і вивів свою команду у фінал Меморіального кубку. Від ЗХЛ та Канадської хокейної ліги отримав нагороди, зокрема такі, як вищу нагороду КХЛ як найперспективніший гравець, Джим Пігготта Меморіал Трофі та увійшов до команди зірок ліги. «Нью-Йорк Рейнджерс‎» обрав Брендла в драфті НХЛ 1999 у першому раунді. В наступному сезоні ЗХЛ, він набрав 111 пунктів (59 + 52) і став найкращим бомбардиром своєї команди. Після закінчення сезону в ЗХЛ, перейшов до фарм-клубу «Нью-Йорк Рейнджерс», «Гартфорд Вульв Пек» в Американській хокейній лізі, де він провів лише два матчі плей-оф. Свій третій сезон за «Калгарі Хітмен», в матчах регулярного чемпіонату зіграв 49 матчів (40 + 39), плей-оф сім голів і шість передач в десяти іграх.
У серпні 2001 року разом з Яном Главачем та Кімом Йонссоном, був обміняний в «Філадельфію», на Еріка Ліндроса. Більшу частину сезону 2001/02 років провів за фарм-клуб «Флайєрс‎» «Філадельфія Фантомс» в АХЛ. Свій перший повний сезон в НХЛ, він провів у наступному сезоні, провівши 42 гри за «Флайєрс‎» (набрав 12 очок, 5 + 7) та в «Кароліна Гаррікейнс‎‎» — 8 матчів, одна передача. Але не зміг закріпитись в «Кароліні» і перейшов до клубу АХЛ «Лоуелл-Лок Монстерс». Під час локауту в НХЛ 2004/05 років, Брендл грав за європейські клуби: «Оцерларжи», «Оломоуць», «Мальме Редгокс», пізніше за «Йокіпойат» і зрештою за «Тургау» в Національній лізі B. Після локауту, він повернувся у Лоуелл, а у грудні 2005 року його обміняли на Крістофера Коланоса. Провівши за «Фінікс Койотс‎» в сезоні 2005/06 тільки дві гри, він повертається з Північної Америки до Європи, де підписує контракт зі шведським клубом Елітсерії «Мора ІК». Там він став найкращим бомбардиром сезону 2006/07 — 58 матчів, 59 очок (35 + 24). Крім того, успішно виступив на Кубку Шпенглера 2006, став найкращим бомбардиром турніру 7 (4+3) і обраний до команди усіх зірок.
Після річного контракту з «Мора ІК», укладає трирічний контракт з іншим клубом Елітсерії «Брюнесом». Однак, він залишив «Брюнес» по закінченні сезону, щоб виступати в новоствореній Континентальній хокейній лізі за «Торпедо» (Нижній Новгород) — 110 матчів, 87 очок (62 + 25). На початку сезону 2010/11 перейшов до клубу КалПа (Куопіо), фінська СМ-ліга, в листопаді 2010 року переходить у Нафтохімік в КХЛ. У кінці сезону, його контракт не був продовжений. З листопада 2011 року і до кінця сезону грає за Рапперсвіль-Йона Лейкерс. Наприкінці травня 2012 року було оголошено, що Брендл повертається в ХК «Пардубіце» з сезону 2012/13 уклавши однорічний контракт.
Згодом у 2013—2016 роках по сезону відіграв за німецький «Вайсвассер» та словацькі команди 36 Скаліца і Зволен.

## На рівні збірних
Павел Брендл виступав за збірну Чехії U-18 на чемпіонаті Європи 1998 року та за молодіжну збірну на чемпіонаті світу з хокею в 2001 році, де він став чемпіоном світу. У цьому турнірі, також обраний до команди усіх зірок та став найкращий нападаючим. У 2006 році грав за національну збірну, що брала участь у Кубку Карьяла в Фінляндії.